# Henk Kosmeijer
H. (Henk) Kosmeijer (Groningen, 11 juli 1960) is een Nederlandse politicus voor de PvdA.

## Biografie

### Opleiding en loopbaan
Kosmeijer is geboren in Groningen. Van 1979 tot 1983 ging hij naar de Hanzehogeschool Groningen. Hierna ging hij naar de Rijksuniversiteit Groningen waar hij zijn lesbevoegdheid haalde. In 1985 startte Kosmeijer zijn loopbaan als ombudsman van de PvdA. Vanaf 1985 ging hij werken in de verslavingszorg als maatschappelijk werker en later als manager. Dit combineerde hij vanaf 1991 met leraarschap op de Hanzehogeschool Groningen.
Kosmeijer is sinds 2014 voorzitter van het Landelijk Contact Gemeentelijk Welzijnsbeleid (LCGW) en sinds 2019 lid van de raad van advies van het Platform Kerken Westerkwartier. Sinds 2019 is hij zelfstandig ondernemer en in die hoedanigheid heeft hij een adviesbureau genaamd Kosyndes op het gebied van zorg en welzijn. Daarnaast is hij sinds 2020 lid van de raad van toezicht van Stichting Welzijnswerk Hoogeveen.
Vanaf 1 maart 2020 is hij gebiedsmanager bij de gemeente Groningen voor de wijken Corpus den Hoorn, De Wijert, Helpman, De Linie, Oosterpoort, Rivierenbuurt en de Zeeheldenbuurt.

### Politieke loopbaan
In 1995 werd Kosmeijer wethouder in de herindelingsgemeente Eelde en vanaf 1998 werd dit het wethouderschap van de Drentse gemeente Tynaarlo. In 2008 kwam Kosmeijer in het nieuws vanwege bij een brand op een scheepswerf in De Punt waarbij drie brandweerlieden omkwamen. Op 15 mei 2013 werd Kosmeijer benoemd als burgemeester van Marum. Per 1 januari 2019 fuseerde Marum in Westerkwartier waarmee zijn ambt als burgemeester stopte.

### Persoonlijk
Kosmeijer is getrouwd en heeft twee kinderen.

### Onderscheidingen
De volgende onderscheidingen ontving Kosmeijer bij zijn vertrek als wethouder in de gemeente Tynaarlo.
- Ereburger van Tynaarlo
- Ridder in de Orde van Oranje-Nassau